# الدبدوب المحبوب
دبدوب المحبوب هو مسلسل رسوم متحركة كندي من إنتاج شركة أشياء البرية للإنتاج وشركة نيلفانا، تم عرض المسلسل لأول مرة في 6 نوفمبر 1995 واستمر عرضه حتى 7 نوفمبر 2003. وتمت دبلجة المسلسل للغة العربية بواسطة مركز الزهرة وعرض على قناة سبيس تون.

## روابط خارجية
- مقالات تستعمل روابط فنية بلا صلة مع ويكي بيانات